# Красильніков Юрій Миколайович
Ю́рій Микола́йович Краси́льніков — український льотчик, майор Збройних Сил України, учасник російсько-української війни, що відзначився в ході російського вторгнення в Україну. Герой України (посмертно, 2023).

## Життєпис
Під час російського вторгнення в Україну в 2022 році служив у складі 40-ї бригади тактичної авіації Збройних Сил України.
Вранці 26 червня 2022 року як штурман літака Су-24 під командуванням полковника Михайла Матюшенка виконував бойове завдання біля острова Зміїний. Після вдалого знищення ворожого зенітно-ракетного комплексу «Панцир» на острові Зміїний, їхній літак був уражений ворожими засобами ППО та впав у акваторії Чорного моря поблизу острова. Згодом тіло загиблого Михайла Матюшенка знайшли в Болгарії, тіло Юрія Красильнікова досі не знайдено.

## Нагороди
- Звання Герой України з удостоєнням ордена «Золота Зірка» (2023, посмертно).

Орден «Золота Зірка» 6 серпня 2023 року Президент України Володимир Зеленський вручив близьким Юрія Красильнікова під час урочистостей з нагоди Дня Повітряних сил ЗСУ.